# A (Band)
A ist eine britische Rockband aus Suffolk. Sie erreichten ihre größte Popularität in den frühen 2000er Jahren mit den Hit-Singles I Love Lake Tahoe und Nothing.

## Geschichte
Die Zwillingsbrüder Jason und Adam Perry gründeten zusammen mit ihrem jüngeren Bruder Giles Perry sowie Mark Chapman und Stevie Swindon Ende der 1980er Jahre die Band Grand Designs. Sie benannten sich 1993 um in A. Zu Anfang verdienten sie ihr Geld mit Jingles, also Wiedererkennungsmelodien. Erst durch eine Reihe von Konzerten wurden sie 1996 im Londoner Kings Cross Splash Club entdeckt und von London Records unter Vertrag genommen. Unter diesem Label nahmen sie How Ace Are Buildings auf, das trotz einer Tour von 217 Konzerten nicht sonderlich erfolgreich war. So verließ 1997 Steve Swindon die Band, und Dan P. Carter trat an seine Stelle.
Mit neuer Besetzung ging man dann wieder ins Studio und nahm das zweite Album A vs. Monkey Kong auf (1999).
Zwar lief es mit der Single I Love Lake Tahoe besser, dennoch blieb A ein Insider-Tipp. Die Promotiontour für A vs. Monkey Kong absolvierte die Band größtenteils als Vorband der Bloodhound Gang, mit deren Mitgliedern sie seitdem gut befreundet ist.
Die Tour endete, als sie in Deutschland unterwegs waren und Jason seine Stimme verlor, weswegen er für einige Monate nicht singen durfte. Erst nach seiner Genesung gingen die Fünf wieder nach Brüssel, wo sie mit Al Clay, der auch schon vorher viel mit ihnen gearbeitet hatte, Hi-Fi Serious aufnahmen. Nach dem Live-Album Exit Stage Right (eine Hommage auf das legendäre Live-Album Exit Stage Left der kanadischen Band Rush) kam das neue Album 2002 auf den Markt und brachte den Erfolg. In diesem Jahr erhielten sie von der englischen Musikzeitschrift Kerrang! die Auszeichnung Best British Band. Die Single Nothing war europaweit in den Charts. 2003 tourte die Band durch Japan, wo sie ebenfalls viele Fans hat. Dort veröffentlichte sie ein zweites Live-Album.
Nach kurzer Zwangspause aufgrund von Problemen mit der Plattenfirma nahmen A zusammen mit Terry Date als Producer, der schon mit den Deftones und Soundgarden zusammengearbeitet hat, das Album Teen Dance Ordinance auf, das 2005 erschien, den Erfolg des Vorgängers aber nicht wiederholen konnte. Danach wurde es ruhig um die fünf Engländer. Sie arbeiteten anschließend an eigenen Projekten, weshalb die Band ab 2005 vorerst auf Eis gelegt wurde. Adam Perry und Dan P. Carter hatten die Band zwischenzeitlich verlassen und waren kurzzeitig Mitglieder der Bloodhound Gang. Seit 2008 gibt die Band wieder Konzerte, hat aber bislang kein neues Material veröffentlicht.

## Diskografie

### Studioalben
| Jahr | Titel                 | Höchstplatzierung, Gesamtwochen, AuszeichnungChartplatzierungen (Jahr, Titel, Platzierungen, Wochen, Auszeichnungen, Anmerkungen) | Höchstplatzierung, Gesamtwochen, AuszeichnungChartplatzierungen (Jahr, Titel, Platzierungen, Wochen, Auszeichnungen, Anmerkungen) | Höchstplatzierung, Gesamtwochen, AuszeichnungChartplatzierungen (Jahr, Titel, Platzierungen, Wochen, Auszeichnungen, Anmerkungen) | Höchstplatzierung, Gesamtwochen, AuszeichnungChartplatzierungen (Jahr, Titel, Platzierungen, Wochen, Auszeichnungen, Anmerkungen) | Anmerkungen                             |
| Jahr | Titel                 | DE | AT | CH | UK | Anmerkungen                             |
| ---- | --------------------- | --- | --- | --- | --- | --------------------------------------- |
| 1997 | How Ace Are Buildings | — | — | — | — | Erstveröffentlichung: 29. Juli 1997     |
| 1999 | A vs. Monkey Kong     | DE81 (3 Wo.)DE | — | — | UK62 (1 Wo.)UK | Erstveröffentlichung: 9. September 1999 |
| 2002 | Hi-Fi Serious         | DE29 (4 Wo.)DE | AT39 (4 Wo.)AT | CH42 (9 Wo.)CH | UK18 Silber · (13 Wo.)UK | Erstveröffentlichung: 4. März 2002      |
| 2005 | Teen Dance Ordinance  | — | — | — | UK95 (1 Wo.)UK | Erstveröffentlichung: 25. Juli 2005     |

### Livealben
- 2000: Exit Stage Right

### EPs
- 2003: Rockin Like Dokken (nur in UK & Japan erschienen)

### Singles
| Jahr | Titel Album                                 | Höchstplatzierung, Gesamtwochen, AuszeichnungChartplatzierungen (Jahr, Titel, Album, Platzierungen, Wochen, Auszeichnungen, Anmerkungen) | Höchstplatzierung, Gesamtwochen, AuszeichnungChartplatzierungen (Jahr, Titel, Album, Platzierungen, Wochen, Auszeichnungen, Anmerkungen) | Höchstplatzierung, Gesamtwochen, AuszeichnungChartplatzierungen (Jahr, Titel, Album, Platzierungen, Wochen, Auszeichnungen, Anmerkungen) | Höchstplatzierung, Gesamtwochen, AuszeichnungChartplatzierungen (Jahr, Titel, Album, Platzierungen, Wochen, Auszeichnungen, Anmerkungen) | Anmerkungen                        |
| Jahr | Titel Album                                 | DE | AT | CH | UK | Anmerkungen                        |
| ---- | ------------------------------------------- | --- | --- | --- | --- | ---------------------------------- |
| 1998 | Foghorn How Ace Are Buildings               | — | — | — | UK63 (2 Wo.)UK | Erstveröffentlichung: 1998         |
| 1998 | Number One How Ace Are Buildings            | — | — | — | UK47 (2 Wo.)UK | Erstveröffentlichung: 1998         |
| 1998 | Sing-A-Long How Ace Are Buildings           | — | — | — | UK57 (2 Wo.)UK | Erstveröffentlichung: 1998         |
| 1998 | Summer on the Underground A vs. Monkey Kong | — | — | — | UK72 (2 Wo.)UK | Erstveröffentlichung: 1998         |
| 1999 | Old Folks A vs. Monkey Kong                 | — | — | — | UK54 (2 Wo.)UK | Erstveröffentlichung: 1999         |
| 1999 | I Love Lake Tahoe A vs. Monkey Kong         | DE70 (4 Wo.)DE | — | — | UK59 (1 Wo.)UK | Erstveröffentlichung: 1999         |
| 2002 | Nothing Hi-Fi Serious                       | DE70 (5 Wo.)DE | — | CH83 (3 Wo.)CH | UK9 (6 Wo.)UK | Erstveröffentlichung: Februar 2002 |
| 2002 | Starbucks Hi-Fi Serious                     | — | — | — | UK20 (6 Wo.)UK | Erstveröffentlichung: 2002         |
| 2002 | Something’s Going On Hi-Fi Serious          | — | — | — | UK51 (2 Wo.)UK | Erstveröffentlichung: 2002         |
| 2003 | Good Time –                                 | — | — | — | UK23 (3 Wo.)UK | Erstveröffentlichung: 2003         |
| 2005 | Rush Song Teen Dance Ordinance              | — | — | — | UK35 (2 Wo.)UK | Erstveröffentlichung: 2005         |
| 2005 | Better Off With Him Teen Dance Ordinance    | — | — | — | UK52 (1 Wo.)UK | Erstveröffentlichung: 2005         |

Weitere Singles
- 1996: 5 in the Morning
- 1997: Bad Idea
- 1997: House Under the Ground
- 2000: A